# Папу-де-анжу
Папу де анжу, или папу-де-анжу (порт. papo de anjo, «животик ангела» или «двойной подбородок ангела») — традиционный португальский десерт из яичных желтков. Также распространен в Бразилии.
Считается, что, подобно fios de ovos и нескольким другим классическим португальским сладостям на основе желтков, папу де анжу создали португальские монахини в XIV—XV вв. В монастырях яичные белки использовались для «подкрахмаливания» одежды, что создавало большой избыток желтков.
В большинстве рецептов желтки взбивают до удвоения в объёме. В некоторых рецептам ещё используются яичные белки (1-2 белка на каждые 10 желтков), их взбивают отдельно до устойчивых пиков и затем осторожно вводят в желтки. Взбитые желтки раскладывают в смазанные формочки для маффинов (примерно по половине столовой ложки) и выпекают до затвердения, но без образования корочки. После выпечки их слегка отваривают в сахарном сиропе, который может быть ароматизирован ромом, ванилью или апельсиновой цедрой.